# Alegeri legislative în Etiopia, 2010
Alegerile parlamentare din Etiopia au avut loc pe 23 Mai,2010.
Comisia națională a alegerilor din Etiopia a raportat o prezență la vot de 29,170,867 cetățeni. În total au fost 4525 candidați, incluzînd 546 locuri în Casa reprezentativelor, 1349 din ei membri ai Frontului Revoluționar Democratic, 374 membri ai FRD, 2798 membri ai partidelor de opoziție și 4 candidați independenți.

## Perioada de dinainte de alegeri
Membrii FRD și partidele de opoziție au semnat Codul Electoral de conduită. Ei au convenit asupra timpului de alocare în mass-media publică, deși liderii opoziției s-au plîns de timpul alocat din cauză că  nu e corect deoarece  partidul de guvernământ a luat cea mai mare parte din timp. Au început campania de dezbatere, care a fost transmisă pe postul public de televiziune, ETV. Un partid de opoziție, Partidul Unității Toate etiopian, a refuzat să participe la dezbatere și au cerut ca  dezbaterea să fie transmisă în direct și cu prezența publicului. 
Bazat pe violența asociată cu alegerile generale precedente din 13 aprilie 2010, Departamentul de Stat al SUA a emis o alertă pentru călătoria înaintea și după alegerile nationale parlamentare programate pentru 23 mai 2010 și recomandă tuturor cetățenilor să nu facă călătorii  în această perioadă. SUA a subliniat  că cetățenii ar trebui să   mențină un nivel înalt de conștientizare și de securitate în orice moment și de a evita mitinguri politice, demonstrații. Cetățenii ai SUA ar trebui să evite locurile de votare în ziua alegerilor, și să fie conștienți de faptul că autoritățile vor aplica cu strictețe interdicțiile specifice cum ar fi fotografiatul la secțiile de votare. 
Activiștii partidelor de opoziție și-au exprimat îngrijorarea  că alegerile vor duce la violență și că suporterii lor vor fi arestați și închiși. Liderul opoziției Merera Gudiña a declarat că Frontul Democratic Etiopian deține controalul asupra administrației locale, aceste alegeri vor fi o luptă pentru a preveni Etiopia să devină un stat cu un singur partid.

### Tensiunile din regiunea Oromia
Activiștii partidelor de opoziție și-au exprimat îngrijorarea  că alegerile vor duce la violență și că suporterii lor vor fi arestați și închiși. Liderul opoziției Merera Gudiña a declarat că Frontul Democratic Etiopian deține controlul asupra administrației locale, iar aceste alegeri vor fi o luptă pentru a preveni Etiopia să devină un stat cu un singur partid.
Tensiunea a crescut în regiunea Oromia din Etiopia înaintea alegerilor, cu șase persoane ucise în doar patru săptămâni din 18.05. Coaliția de opoziție a declarat că doi dintre morți erau suporterii lor, în timp ce partidul de guvernământ spunea că a pierdut un  candidat și un polițist a fost ucis. Alte două persoane au murit când o grenadă a fost aruncată într-o reuniune a Organizației poporului Oromo, parte componentă  a coaliției de guvernământ.
În urma alegerilor, doi membri ai partidelor de opoziție au fost împușcați mortal de către poliție în Oromia. Guvernul încearcă să prevină reprimarea protestelor masive ale oamenilor. Cu toate acestea, șeful Guvernului Bereket Simon a negat asta, spune Reuters, "Este regretabil faptul că oameni au fost uciși, dar acestea sunt incidente izolate.. “

## Rezultate
Potrivit rezultatelor lansate de către  către consiliul de alegeri, EPRDF  era pe cursul spre victorie, conducând numărul  voturilor în toate regiunile Etiopiei . Președintele consiliului electoral, Merga Bekana, a anunțat că EPRDF a a câștigat în urma alegerilor  în 9 din 11 regiuni care au raportat rezultatele, inclusiv regiunea dominată de Oromia.  Comisia pentru drepturile omului a raportat  că rezultatele au fost afectate de intimidarea guvernului  pe o perioadă de câteva luni. Observatorii Uniunii Europene a declarat alegerile ca fiind "pașnice și calme", dar s-au remarcat nereguli.
Cu 11 regiuni la care nu au fost terminate numărătoarea, clasamentul este:
- EPRDF: 499 de locuri
- Părțile aliate: 35 de locuri
- Partidele de opoziție: 2 locuri

Grupurile de opoziție au respins rezultatele alegerilor. Partidul Unității solicită alegeri anticipate. Ambele grupări spun că observatorilor lor le-au fost blocat  accesul în secțiile de votare în timpul alegerilor de duminică, iar în unele cazuri, chiar și bătuți. Statele Unite și Uniunea Europeană au criticat alegerile  ca neîncadrându-se în standardele internaționale.